# Шайдана
Шайдана́ (каз. Шәйдана) — село у складі Жамбильського району Жамбильської області Казахстану. Входить до складу Карасуського сільського округу.
У радянські часи село називалось Чайдана.
Населення — 713 осіб (2021; 470 у 2009, 789 у 1999, 1001 у 1989).